# 银毛岩须
银毛岩须（学名：Cassiope argyrotricha）为杜鹃花科岩须属下的一个种。

## 扩展阅读
- 維基物種上的相關：银毛岩须